# (9643) 1994 RX
(9643) 1994 RX est un astéroïde de la ceinture principale découvert en 1994.

## Description
(9643) 1994 RX a été découvert le 2 septembre 1994 à l'observatoire de Nachikatsuura au Japon par Yoshisada Shimizu et Takeshi Urata.

### Caractéristiques orbitales
L'orbite de cet astéroïde est caractérisée par un demi-grand axe de 2,43 UA, un périhélie de 1,82 UA, une excentricité de 0,25 et une inclinaison de 8,17° par rapport à l'écliptique. Du fait de ces caractéristiques, à savoir un demi-grand axe compris entre 2 et 3,2 UA et un périhélie supérieur à 1,666 UA, il est classé, selon la JPL Small-Body Database, comme objet de la ceinture principale.

### Caractéristiques physiques
(9643) 1994 RX a une magnitude absolue (H) de 13,7 et un albédo estimé à 0,117.